# 파이널 컷 (2004년 영화)
《파이널 컷》(영어: The Final Cut)은 미국, 캐나다, 독일에서 제작된 오마르 나임 감독의 2004년 SF 심리 스릴러 영화이다. 로빈 윌리엄스 등이 출연하였고, 닉 웩슬러 등이 제작에 참여하였다.

## 출연
- 로빈 윌리엄스
- 미라 소비노
- 짐 커비즐
- 미미 쿠직
- 스테퍼니 로머노프
- 제너비브 버크너
- 브렌던 플레처
- 크리스 브리턴

## 기타 제작진
- 배역: 실라 재피, 조지앤 워컨, 린 캐로, 수전 테일러 브라우스
- 미술: 제임스 친런드
- 세트: 셰인 비우
- 의상: 모니크 프뤼돔